# Enéas Faria
Enéas Eugênio Pereira Faria (Curitiba, 16 de novembro de 1940 — 1 de setembro de 2004) foi um político brasileiro.

## Biografia
Filho de José Rocha Faria e D. Maria da Conceição Gomes Pereira Faria, formou-se em Direito pela Universidade Federal do Paraná e em Filosofia e Letras, pela Faculdade de Paranaguá. Teve três filhos: Andrea Osna Faria, Sergio Osna Faria e Luzardo Faria.
Trabalhou na advocacia e no serviço público, até entrar para a política, sendo sucessivamente eleito para mandatos como vereador, deputado estadual (legislatura de 1974-78), deputado federal - este último por meia legislatura, de 1982 a 1983, quando afastou-se por haver sido eleito senador, cargo que ocupou nas legislaturas de 1983 a 1987 e de 1989 a 1992.
No Senado foi o único paranaense, ao lado do ex-governador paranaense Ney Braga, a ser 1º secretário.